# Synopeas euryale
Synopeas euryale är en stekelart som först beskrevs av Walker 1836.  Synopeas euryale ingår i släktet Synopeas och familjen gallmyggesteklar. Inga underarter finns listade i Catalogue of Life.